# Akai AJ–360 H
Akai AJ–360 H típusjelű rádió-magnó. Gyártó: Akai Electric Corp. Ltd., Japán.
Mono kazettás magnó és rádiófrekvenciás fokozat, illetve mono végerősítő egybeépített változata. A rádióegység közép-, rövid- és ultrarövidhullámú rádióműsorok vételére alkalmas. Azon készülékeket, melyek Magyarországon kerültek forgalomba, OIRT normás URH sávval látták el. A rádióműsor vételét AM-sávokon beépített ferritantenna, FM-sávon pedig teleszkópantenna segíti. A magnó felvételi kivezérlését automata szintszabályozó áramkör állítja be optimális szintre, a kivezérlés kézi szabályzására nincs lehetőség. A mangóegységgel felvétel készíthető a beépített elektretmikrofonnal, saját rádiófrekvenciás egységéről, valamint külső műsorforrásból. A hangfrekvenciás be- és kimeneti csatlakozások NAB és DIN szabvány szerintiek. A magnó felvételi üzemmódját piros LED felgyulladása jelzi. A rádióegység és a magnófelvétel egyszerre történő üzemeltetését segíti elő az AM-sávok vételénél használható oszcillátorkapcsoló, mely kioltja az interferenciából keletkező "fütty" kioltására szolgál. Ez kiküszöböli a magnó előmágnesező oszcillátora által keltett frekvencia és az AM középfrekvencia összelebegését.
A magnó mechanikájába automata szalagvégkapcsoló van beépítve, mely felvétel/lejátszás üzemmódból kapcsolja ki a készüléket. Műsorgyorskeresési funkcióval is rendelkezik.

## Műszaki adatok és minőségi jellemzők

### Mechanikai adatok
- Üzemeltetési helyzet: vízszintes és függőleges
- Szalagtárolási rendszer: Compact Cassette
- Rögzíthető sávrendzer: félsáv, mono
- Lejátszható sávrendszerek:

1. félsáv, mono
2. 2x negyedsáv, sztereó (monósítva)

- Felvételi és lejátszási szalagsebesség: 4,76 cm/s ± 2%
- Szalagsebesség-ingadozás: ± 0,25%
- Gyorstekercselési idő C 60 kazettánál: 80 s
- Beépített motor: 1 db, egyenáramú
- Szalaghosszmérés: háromjegyű számlálóval
- Külső méretek: 106 x 283 x 383 mm
- Tömege: 3,5 kg (telepek nélkül)

### Hangfrekvenciás átviteli jellemzők
- Használható szalagfajta: csak vasoxidos
- Frekvenciaátvitel szalagról mérve: 100...10 000 Hz ± 3 dB
- Jel-zaj viszony szalagról mérve (1 kHz/0 dB jelnél): >= 40 dB
- Törlési csillapítás (1 kHz/0 dB jelnél): >= 60 dB
- Szalagról mért harmonikus torzítás feszültségkimeneten (333 Hz/0 db jelnél): =< 5%
- A végerősítő frekvenciaátvitele: 80...12 000 Hz
- A végerősítő harmonikus torzítása: =< 10% (1 kHz-en, teljes kivezérlésnél)

### Üzemi adatok
- Felvételi és lejátszási korrekció: 3180 + 120 µs
- Törlés: állandómágnessel
- Előmágnesező áram frekvenciája: 50 kHz ± 5 kHz
- Tápegyenfeszültség: 7,5 V
- Telepkészlet: 5 db 1,5 V-os R 20 góliátelem
- Hálózati tápfeszültség: 220 V, 50 Hz
- Teljesítményfelvétel hálózatból: maximum 15 VA
- Megengedett hálózati feszültségingadozás: ± 5 V

### Általános adatok
- Hangszínszabályozás lejátszáskor:

1. 100 Hz-en +6 dB
2. 10 kHz-en -6 dB

- Hangfrekvenciás bemenetek:

1. mikrofon: 0,1...15 mV/5 kOhm
2. jelfeszültség: 70...700 mV/450 kOhm

- Hangfrekvenciás kimenetek:

1. jelfeszültség: 200 mV/50 kOhm
2. fejhallgató: 100 mV/150 kOhm
3. hangszóró: 2,65 V/6 ohm

- Hangfrekvenciás kimeneti teljesítmény:

1. telepes üzemben: 1,6 W (szinuszos), 2 W (zenei)
2. hálózati üzemben: 3,5 W (szinuszos), 4 W (zenei)

- Beépített hangszóró: 5 W/6 ohm

### Rádiófrekvenciás adatok
- Vételi sávok:

1. középhullám, 525...1605 kHz
2. rövidhullám, 4,9...12 MHz
3. URH (OIRT norma), 65...73 MHz

- Vételi érzékenység:

1. középhullámon: 650 µV/m
2. rövidhullámon: 30 µV/m
3. URH-n: 4 µV

(26 dB jel-zaj viszonyra vonatkozó adatok)
- Vételi szelektivitás:

1. középhullámon: >= 29 dB
2. rövidhullámon: >= 25 dB
3. URH-n: >= 27 dB

- Frekvenciaátvitel rádióműsor-vételnél:

1. AM-sávon: 80...4000 Hz
2. FM-sávon: 65...10 000 Hz

- Demodulációs torzítás:

1. AM-sávokon: =< 3,5%
2. FM-sávon: =< 2%

### Szolgáltatások
- Automata felvételi szintszabályozó
- Automata szalagvégkapcsoló
- Műsorgyorskereső üzemmód
- Beépített elektretmikrofon
- Felvételi együtthallgatás

### Beépített erősítőelemek
- Tranzisztorok: 2 db 2 SC 1923, 2 db 2 SC 1815, 1 db 2 SC 380 TM, 1 db 2 SC 732 TM
- Integrált áramkörök: 1 db AN 7218 BB, 1 db LA 3210 B, 1 db LA 4125

### Mechanikus beállítási adatok
- A gumigörgő nyomóereje felvétel/lejátszás üzemmódban: 300 cN ± 25 cN
- A felcsévélő orsó tengelycsonk forgatónyomatéka felvétel/lejátszás üzemmódban: 30...60 cN
- A csévélő tengelycsonkok forgatónyomatéka gyorstekercselésnél: minimum 65 cN (mindkét irányban)
- Az automata szalagvégkapcsoló mechanikus érzékelőjének nyomatéka: 30 cN ± 5 cN
- A hajtómotor fordulatszám-szabályozása: a motorházba beépített elektronikai áramkörrel. A fordulatszám ± 10% határok között állítható a motor alján lévő furaton keresztül, a beépített trimmer potenciométerrel.

### Áramfelvételi adatok
- Üresjáratban: 20 mA
- Gyorstekercselésnél: 110 mA
- Lejátszás üzemben: 95 mA (közepes hangerőnél)
- Felvételi üzemben: 120 mA (együtthallgatás nélkül)
- Felvétel a beépített rádióból, közepes monitor hangerőnél: 135 mA
- Rádióműsor hallgatás, legnagyobb hangerőnél: 85 mA

### Elektromos beállítások
- Előmágnesező áram: 0,8 mA (nagyfrekvenciás)
- Előmágnesező feszültség: 80 mVeff (A VR 201 jelű trimmer potenciométerrel állítható)
- Törlés: állandómágnessel
- Beépített fejek: 1 db félsávos törlőfej (állandómágnes), 1 db félsávos kombináltfej (lágy permalloyból készült)

### Rádiófrekvenciás beállítások
- AM középfrekvencia: 460 kHz
- FM középfrekvencia: 10,7 MHz
- Az AM oszcillátorok hangolása: a rádiófrekvenciás adatoknál közölt vételi sávok szélső frekvenciáin
- Az AM modulátorok hangolási pontjai:

1. középhullámon: 600 kHz/1400 kHz
2. rövidhullámon: 5 MHz/11 MHz

- Az FM oszcillátor hangolása: 64 MHz/73 MHz
- Az FM modulátor hangolása: 65 MHz/72 MHz